# Mikołaj Rej

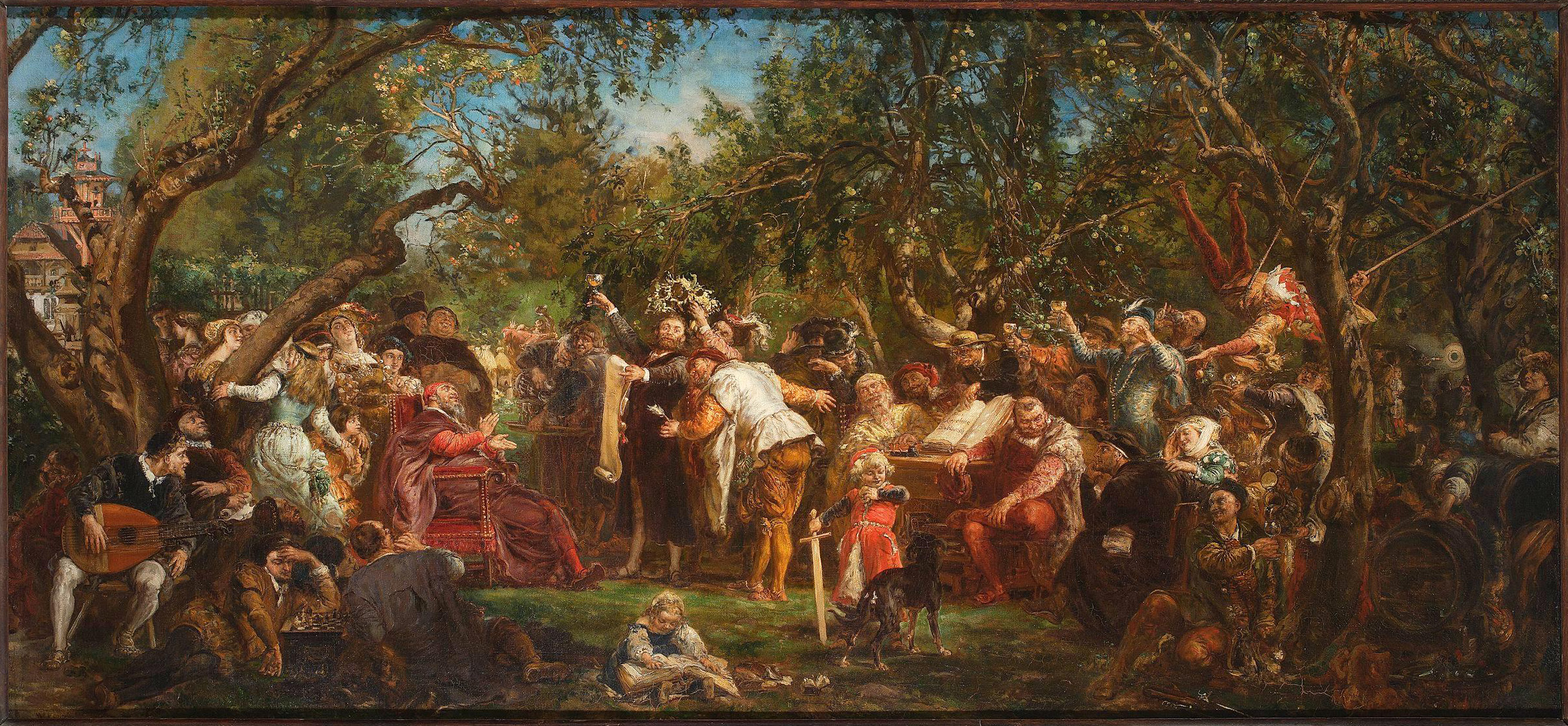
Jan Matejko Rzeczpospolita Babińska, 1881, Muzeum Narodowe w Warszawie, na obrazie Stanisław Pszonka w koronie ze słoneczników, arcybiskup gnieźnieński Mikołaj Dzierzgowski siedzi w fotelu, poeta i sekretarz królewski Andrzej Trzecieski z piórem w ręku obok Pszonki, wojewoda lubelski Piotr Firlej siedzi przy stoliku, Andrzej Frycz Modrzewski siedzi obok Firleja, Piotr Kaszowski w słomianym kapeluszu, Mikołaj Rej wsparty o stolik, ksiądz i pisarz Stanisław Orzechowski rozmawia z Rejem, jego żona Magdalena Chełmska huśta się obok, lutnista królewski Valentin Bakfark i lekarz-filozof Sebastian Petrycy siedzą na lewo pod drzewem, Jan Kochanowski z kronikarzem Marcinem Bielskim grają w szachy, heraldyk Bartosz Paprocki siedzi roześmiany za grającymi w szachy, ze wzniesionymi kielichami stoją magnaci: Jan Łaski, Mikołaj Oleśnicki i stolnik sandomierski Stanisław Lupa Podlodowski

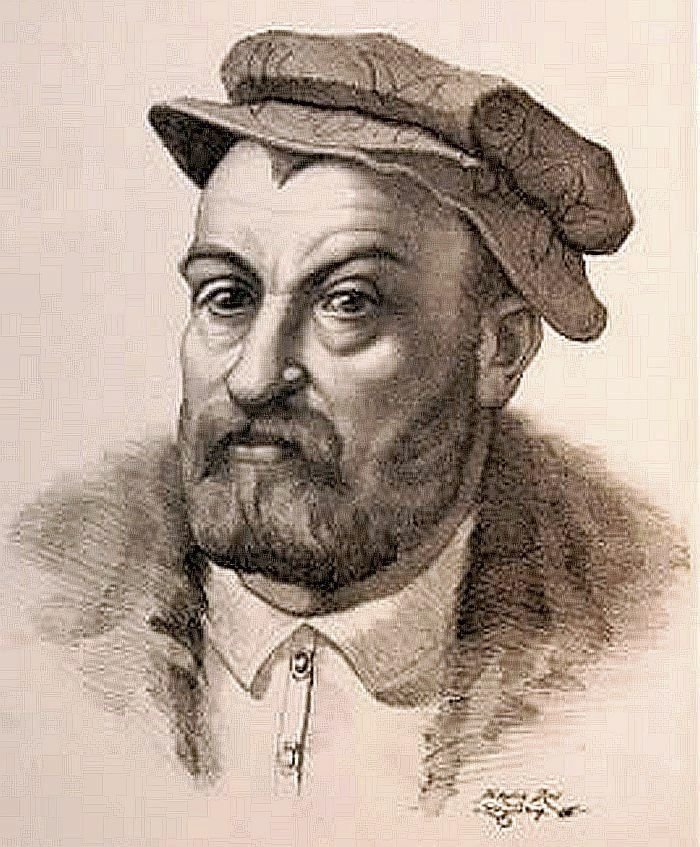
Portret Mikołaja Reja, rys. Adam Grabowski, 1921

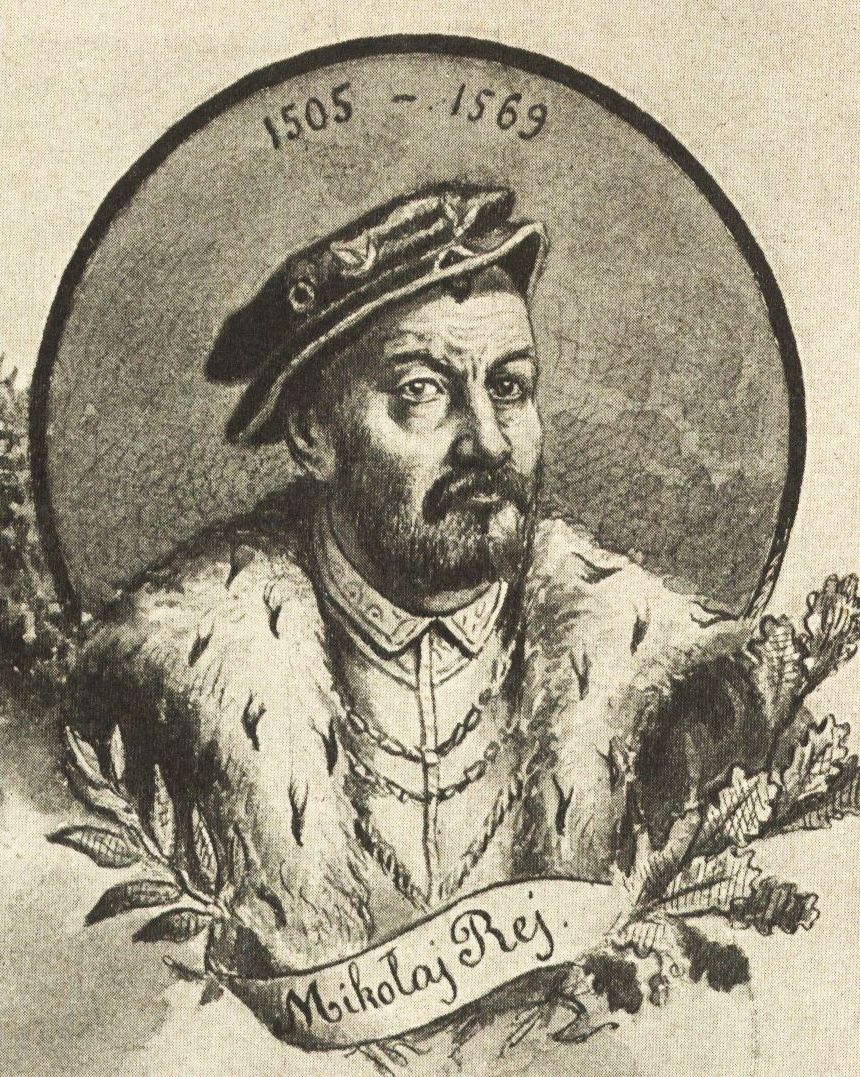
Portret Mikołaja Reja, akwarela Jana Gwalberta Olszewskiego, 1905

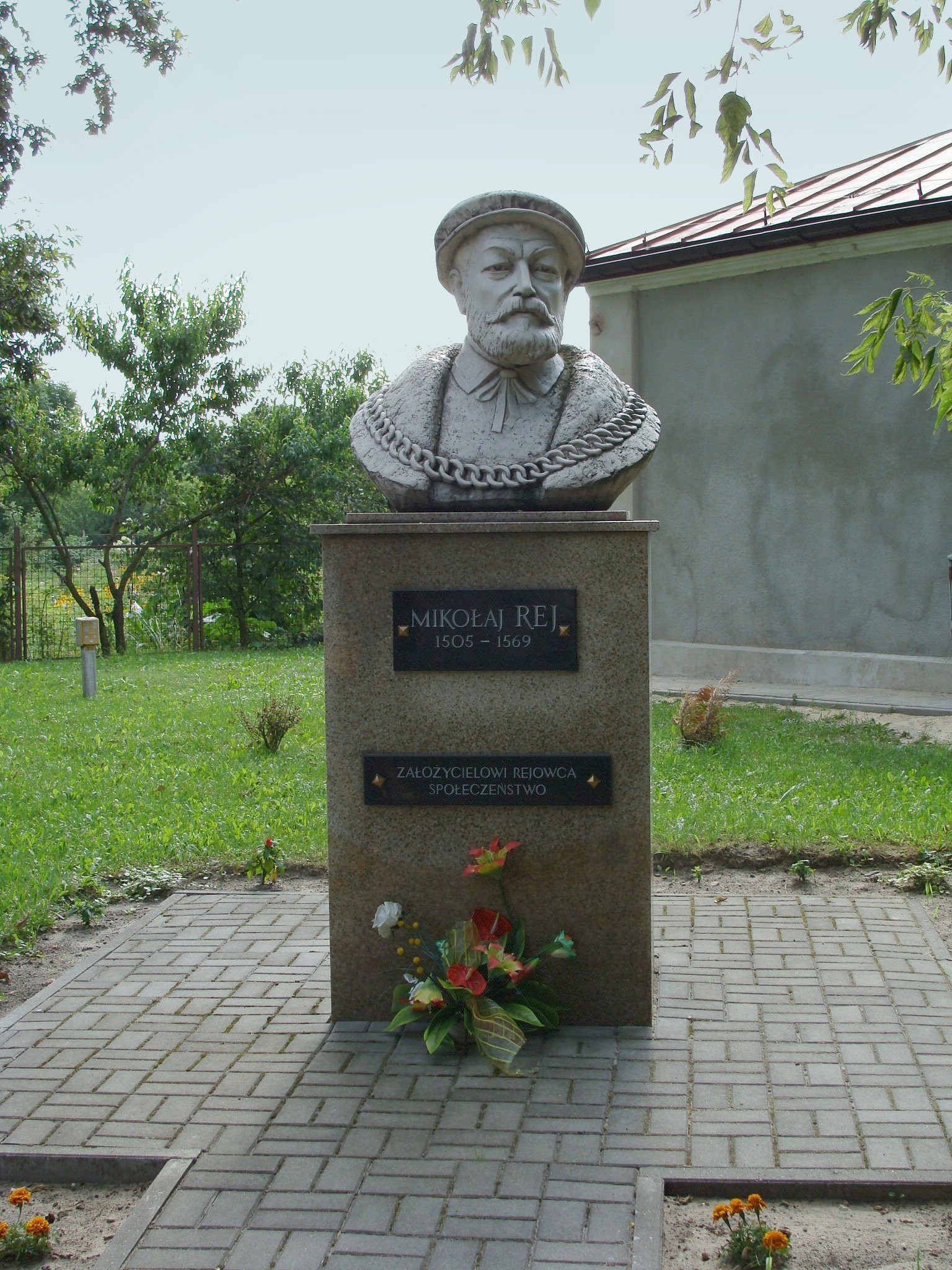
Pomnik Mikołaja Reja w Rejowcu.

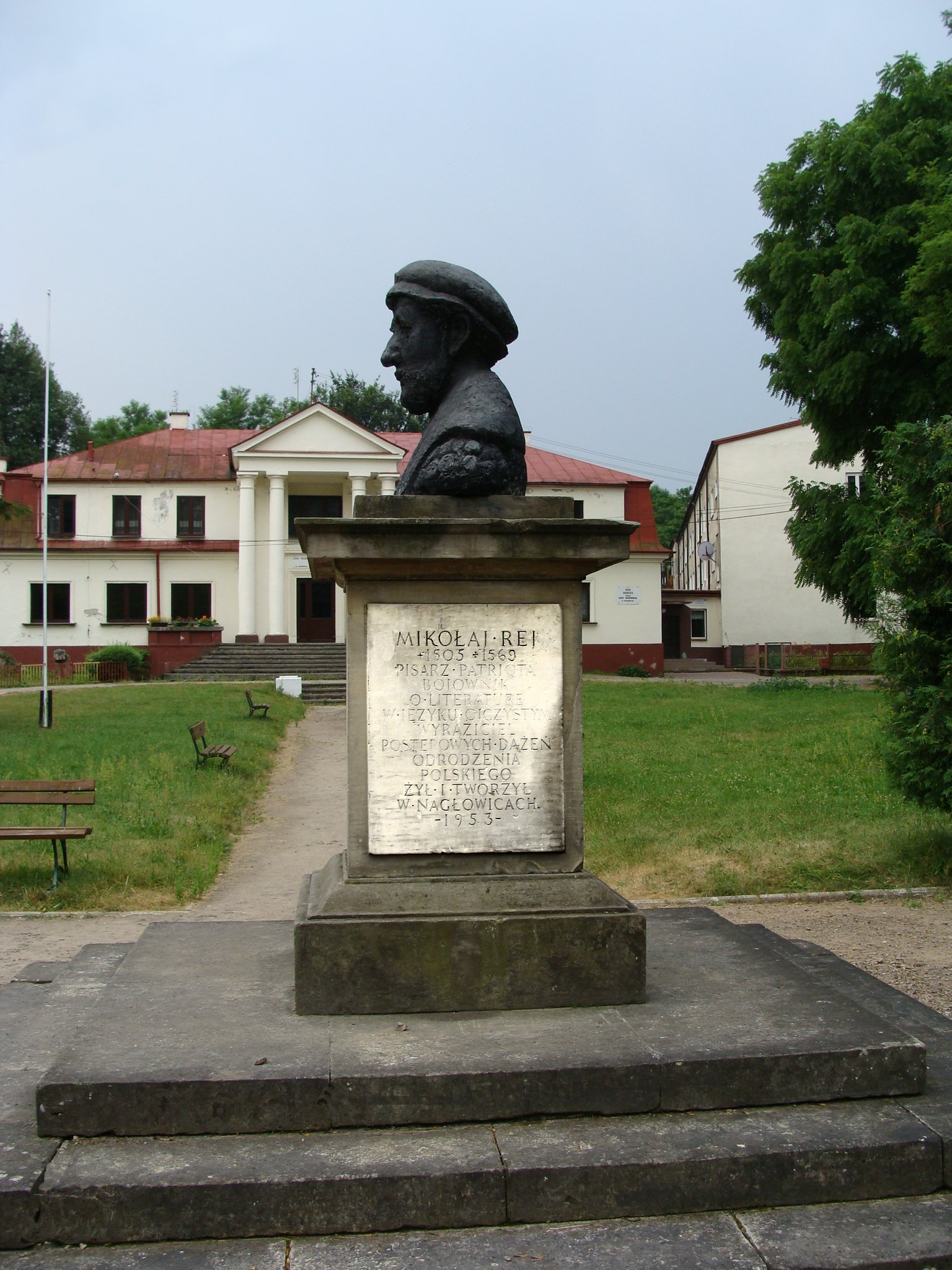
Popiersie Mikołaja Reja w Nagłowicach.

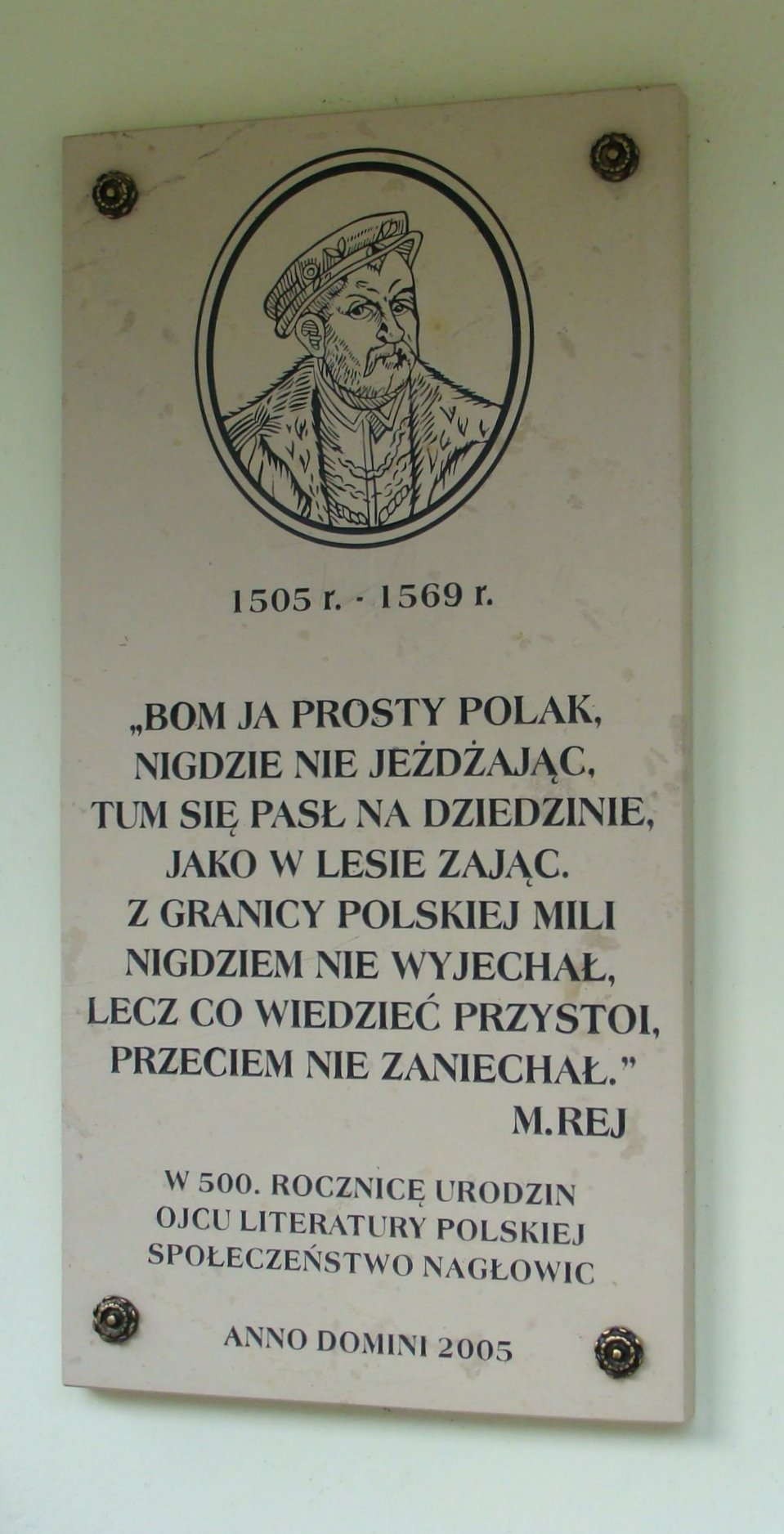
Tablica pamiątkowa w Nagłowicach.

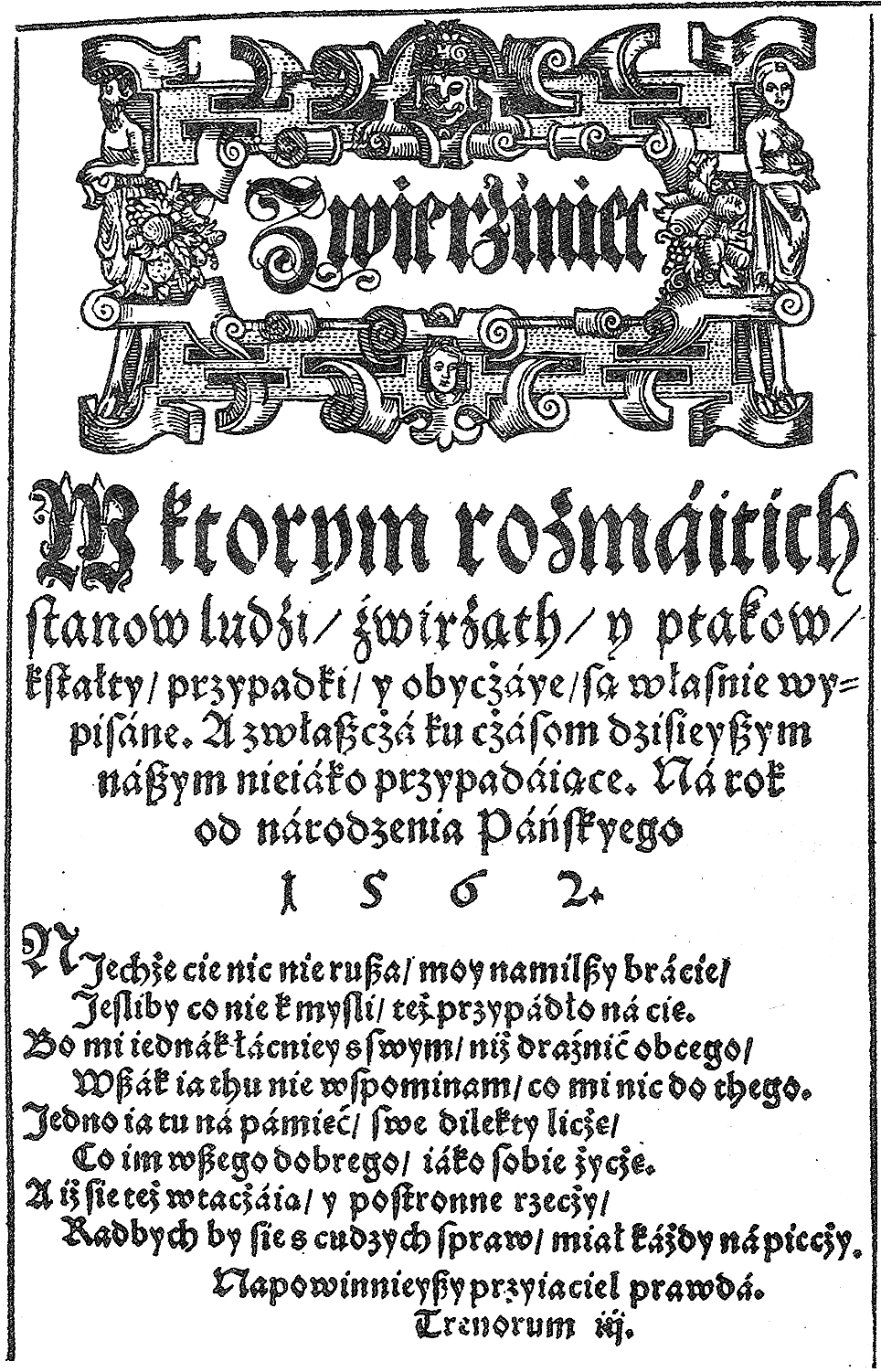
Karta tytułowa pierwodruku Zwierzyńca z 1562

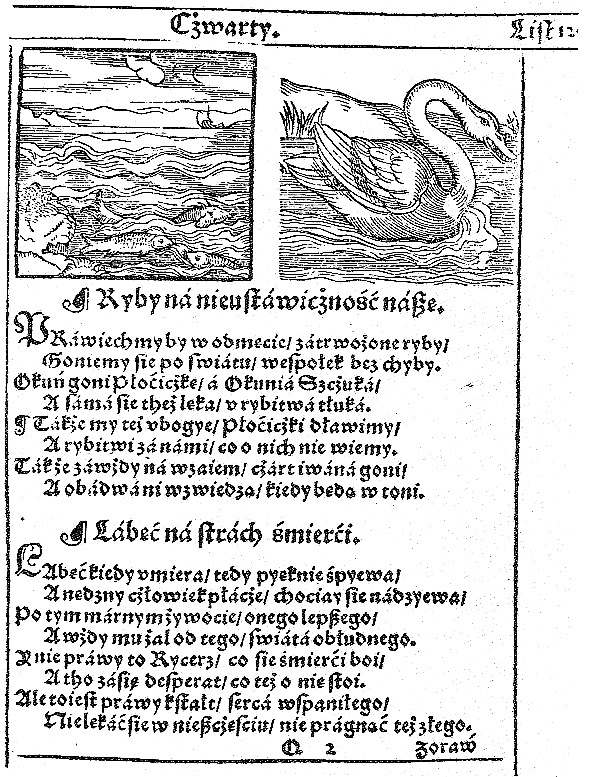
Emblematy ze Zwierzyńca

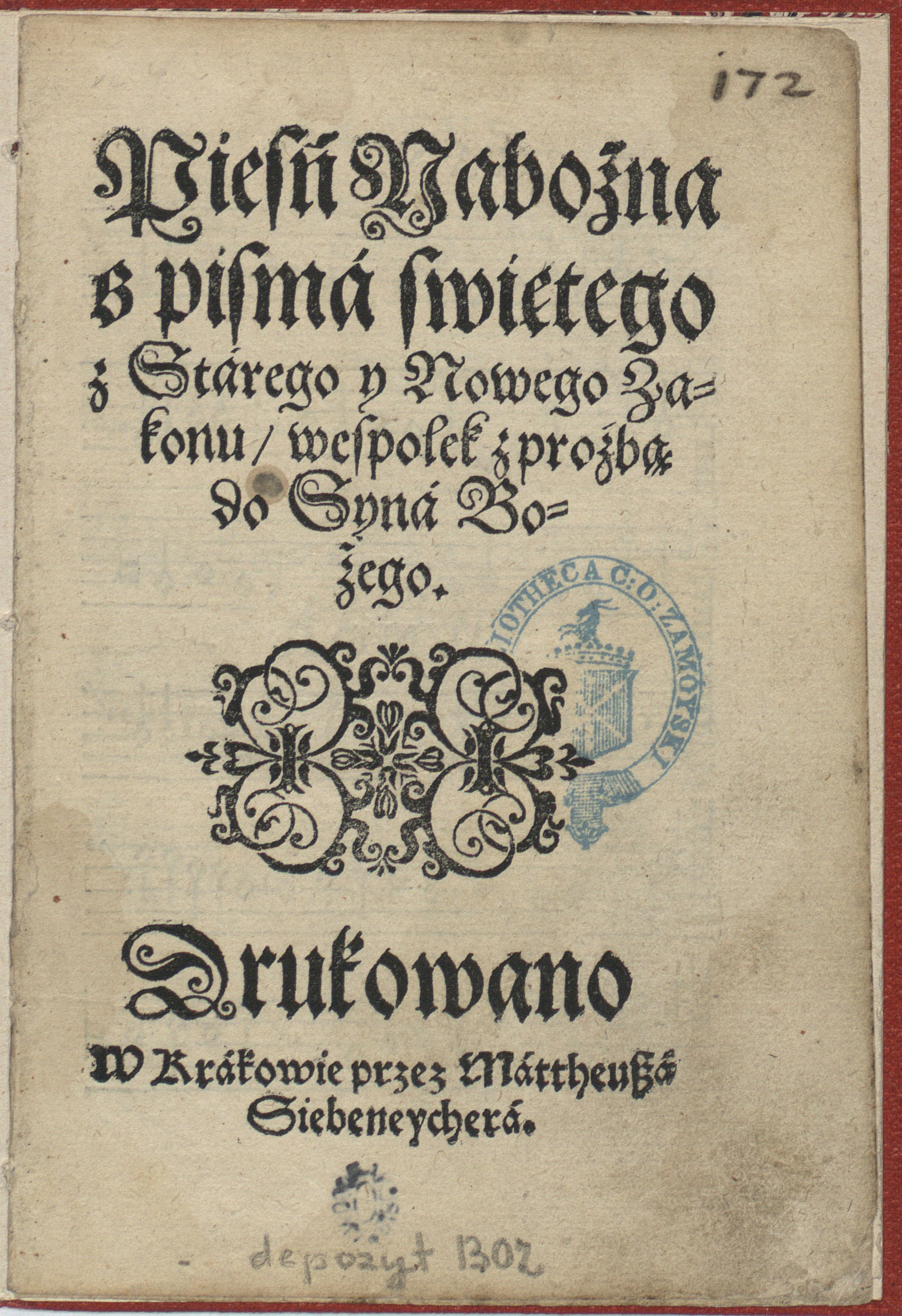
Skan pochodzący z portalu [https://polona.pl/item/263188/6/ www.polona.pl

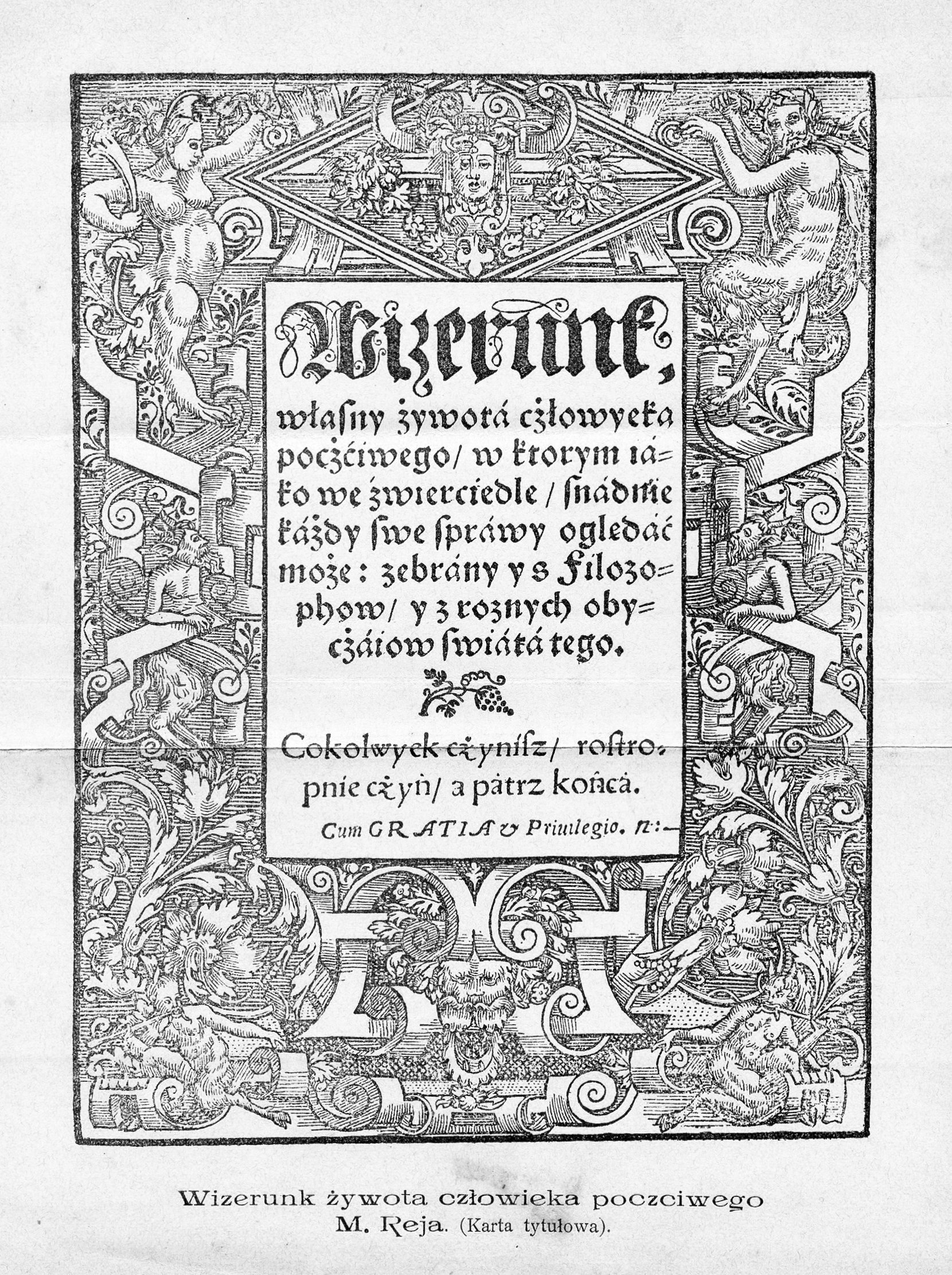
Karta tytułowa wydania z 1567 roku.

Mikołaj Rej z Nagłowic herbu Oksza (ur. 4 lutego 1505, zm. między 8 września a 5 października 1569) – polski poeta i prozaik renesansowy, tłumacz, a także polityk i teolog ewangelicki, wójt urzędowski, poseł na Sejm I Rzeczypospolitej.
Choć nie był humanistą w naukowym rozumieniu tego słowa, zawdzięcza się mu upowszechnienie idei humanitas w polskiej kulturze. Długo uznawano go za „ojca literatury polskiej”, przez wielbicieli nazywany także – za sprawą moralitetu Wizerunek – „polskim Dantem”. Pomimo znaczącego wkładu, jaki przypisuje się Mikołajowi Rejowi w rozważaniach na temat początków literatury narodowej, zdaniem wielu współczesnych badaczy pozostaje on twórcą wciąż niepoznanym. Większość obiegowych opinii na temat Reja w dalszym ciągu pochodzi z błędnego wizerunku „rubasznego, niewykształconego prostaka”, jaki przypisała mu tradycja.

## Życiorys
Urodził się w zamożnej rodzinie szlacheckiej w Żurawnie na Rusi Czerwonej jako syn Stanisława i Barbary z Herburtów (1480–1550, córka Piotra Herburta, wnuczka Jana Herburta z Odnowa, prawnuczka Frydrusza z Chlipel) – wdowy po dziedzicu Żurawińskim, która przedtem poślubiła ok. 1500 Balcera Dąbrowskiego. Jej synem z trzeciego małżeństwa, zawartego ze Stanisławem Reyem był późniejszy pisarz Mikołaj Rej. Po stryju Piotrze Reju, Mikołaj został dziedzicem Nagłowic.
Mikołaj odebrał fragmentaryczne wykształcenie; najpierw 2 lata w Skalbmierzu, potem kolejne 2 we Lwowie – w 1518 został zapisany w poczet studentów Akademii Krakowskiej, gdzie nie kwapił się do nauki i – jak napisał w swojej biografii – poznał co to dobre towarzystwo. Miejsce zamieszkania Reja w Krakowie było okryte tajemnicą aż do roku 1892, kiedy to udało się ustalić, że mieszkał on w przekazanym mu przez Annę Odrowążową dworze przy ul. Grodzkiej. Obecnie stoi tam kamienica nr 60, którą wzniesiono na pustym placu w roku 1871. Lata młodzieńcze spędził w nieograniczonej swobodzie w rodzinnej wsi; polował, łowił ryby – zachwycał się światem natury. W 1525 ojciec wysłał Reja na dwór magnacki Andrzeja Tęczyńskiego. Był to moment przełomowy w życiu Reja: zdobywał tam przede wszystkim ogładę towarzyską, uczył się literatury, stylistyki i ortografii. Został sekretarzem Tęczyńskiego. Po śmierci ojca pozostał na wsi i planów dalszej edukacji nie zrealizował. Rej popełniał liczne błędy faktograficzne, używał często wyrażeń wulgarnych. Przypuszczalnie jednak było to ze strony Reja udawanie człowieka prostszego, niż był w rzeczywistości, aby zbliżyć się do narodu i mówić jego codziennym językiem. Rej był utalentowanym samoukiem, który rozwijał rodzimy, „swojski” nurt polskiego odrodzenia. Był jednym z pierwszych poetów piszących w języku polskim.
W 1531 r. ożenił się z Zofią Kościeniówną z Sędziszowa, córką Bogumiły z Boryszewskich i Jana Kościenia z Wyrwy i Sędziszowa. Matka była bratanicą Andrzeja Róży z Borszowic Boryszewskiego (ok. 1435–1510) arcybiskupa gnieźnieńskiego i prymasa Polski. Po jego śmierci odziedziczyła połowę Siennicy, Kobylego, Rubiego i Woli Kobylskiej. Bogumiła, przepisała swój dział ziemski kobylski prawem spadku córce Zofii.
Przebywał u boku kalwinisty hetmana wielkiego koronnego Mikołaja Sieniawskiego, zetknął się z przedstawicielami reformacji i między rokiem 1541 a 1548 przeszedł na luteranizm, potem na kalwinizm i rozpoczął intensywną działalność religijną. 13 stycznia 1546 pożyczył on od związanej z Akademią Krakowską kolegiaty Św. Anny w Krakowie 600 zł na wyderkaf, obiecując za to czynsz 15 zł półrocznie i zabezpieczając go na swych wsiach Bobinie i Słonowicach wraz z kmieciami. Opieszałość Reja z wykonaniem obowiązków dłużnika ściągnęła na niego ekskomunikę, wydaną przez oficjała generalnego Piotra Porębskiego. Rej uczestniczył w synodach, zakładał w swoich dobrach zbory i szkoły. Toczył spory teologiczne i majątkowe z Kościołem katolickim.
Nie opuścił – jak pisał Andrzej Trzecieski – „żadnego sejmu, zjazdu, ani żadnej koronnej sprawy”. Wielokrotnie brał udział w sejmach walnych i uważał swoje pisarstwo za odpowiedzialną misję społeczną (poseł na sejm piotrkowski 1542 roku, poseł ziemi halickiej na sejm 1556/1557, poseł województwa ruskiego na sejm piotrkowski 1558/1559 roku, poseł z województwa ruskiego na sejm parczewski 1564 roku). Nigdy nie wyjeżdżał za granicę, z czego był dumny. Popierał szlachecki ruch egzekucyjny zmierzający do oddania zagarniętych dóbr królewskich. Utrzymywał bliskie kontakty z dworami Zygmunta I Starego i Zygmunta II Augusta. Wciąż zmieniał miejsca pobytu, zdobywał nowe majętności. Uzyskał także pozwolenie na lokację dwóch miasteczek – Okszy (obecnie Oksa) i Rejowca (Chełmskie), w którym prawdopodobnie zmarł. U schyłku życia był posiadaczem co najmniej 17 wsi i przynajmniej 12 folwarków.
Był ruchliwy, jowialny, dowcipny, otwarty wobec ludzi. Bywał też porywczy, kłótliwy, skąpy, bezwzględny i skłonny do pieniactwa. Ceniono go jednak powszechnie, również jako pisarza rozmiłowanego w polszczyźnie. Wpływ na propagowanie języka polskiego miał też protestantyzm Reja, bowiem protestanci dążąc do wzmożenia rozpowszechniania swojego wyznania tłumaczyli Biblię na języki narodowe, codzienne modlitwy odmawiali w nich, pragnąc być bardziej atrakcyjni od kleru katolickiego, który nadal obowiązywało posługiwanie się językiem łacińskim.
Przez katolików, którzy wypominali mu profanację kościołów, wypędzanie księży katolickich i prześladowanie zakonników nazywany był szatanem rozwiązanym, smokiem z Okszy, Sardanapalem Nagłowskim. W 1603 roku jako autor trafił do pierwszego polskiego Indeksu Ksiąg Zakazanych powstałego z inicjatywy biskupa Bernarda Maciejowskiego.
Miejsce śmierci Mikołaja Reja dotychczas pozostaje nieznane, natomiast zachowane przesłanki źródłowe wskazują na zbór kalwiński w Okszy (od XIX wieku Oksa) jako miejsce pochówku pisarza.
10 kwietnia 1920 podczas Zjazdu ewangelików Polaków w Krakowie w kościele św. Marcina została odsłonięta tablica pamiątkowa Mikołaja Reja ufundowana przez rodziny Grosse i Maurizio. Jej autorem był Jan Raszka.

## Charakterystyka twórczości
Dawne miano ojca literatury polskiej Mikołaj Rej zawdzięczał autorskiemu posłaniu zawartemu w zbiorze satyrycznych epigramatów Zwierzyniec (1562): A niechaj narodowie wżdy postronni znają, iż Polacy nie gęsi, iż swój język mają. W posłaniu tym autor, zgodnie z ideałami reformacji, daje do zrozumienia, że Polacy mają nie język gęsi (łacinę, nazywaną tak od brzmienia jej wymowy, od gęsich piór używanych ówcześnie do pisania, a w kontekście legendy o gęsiach, które obroniły Rzym), lecz swój własny, polski i tym samym deklaruje kulturową i polityczną niezależność Rzeczypospolitej od papieskiego Rzymu. Dzisiaj docenia się tworzących wcześniej po polsku autorów średniowiecza (Władysław z Gielniowa) i renesansu (Biernat z Lublina), jednak Rej jako pierwszy ujawnił tak wyraźną samoświadomość jako pisarz.
Twórczość Reja powstała na pograniczu epok literackich, reprezentuje różne idee: średniowieczną moralistykę i dydaktykę łączy z renesansowym posłannictwem pisarza jako propagatora języka narodowego, zamiast łaciny lub greki klasycznej. Za swoją misję uznawał edukację narodu, ukazanie harmonii człowieka i natury. Jego zdaniem „człowiek naturalny” powinien mówić i pisać w swoim ojczystym języku. Człowieka powinny cechować: „cnota” (prawość), sumienie, „cześć” (honor), stałość umysłu, a także moc zsyłana na człowieka przez Boga, jako dar łaski. Cnota oraz kształcenie umysłu i charakteru miały wieść człowieka ku doskonałości. W ideale tym, zawartym w nakreślonym przez Reja wizerunku ziemianina, kryje się humanistyczne umiłowanie człowieka. Jest to wyraźne dziedzictwo filozofa i filologa Erazma z Rotterdamu. Rej znał pisma tego humanisty i nawiązywał do jego koncepcji etycznych.
Mimo że Rej przywołuje w swoich pracach postacie filozofów (zwłaszcza w Wizerunku własnym żywota człowieka poczciwego), jego prace mają charakter moralno-dydaktyczny i religijny, a nie filozoficzny. Postacie Sokratesa czy Epikura są tylko figurami i nie reprezentują poglądów postaci historycznych. Rej opisuje cnoty, wzorce osobowe czy zasady moralne, nie podejmując głębszego teoretycznego namysłu nad nimi.
Twórczość Mikołaja Reja jest bogata i różnorodna, na ogół podporządkowana przesłaniu etycznemu („przykładne życie”) i religijnemu („wieczne zbawienie”). W porządku chronologicznym widoczne jest w niej przejście od dialogu i moralitetu, które odpowiadały wczesnym buntom poety, do formy speculum, stanowiącej dojrzałą realizację programu pozytywnego, służącego wychowaniu i wskazaniu drogi do zbawienia duszy. Rej jest uważany za mistrza opisu literackiego; nazwany „Brueglem polskiej literatury”, z powodu wyjątkowej wyobraźni malarskiej, otwarcie wyrażał pogardę dla humanistycznego estetyzmu, głosząc prymat praktycznego pożytku dzieła literackiego nad jego funkcją artystyczną. Był pierwszym polskim pisarzem – obok Marcina Bielskiego – który łączył rozwój rodzimego języka literackiego z ideą służby Rzeczypospolitej.
Żywe są badania nad związkami twórczości Reja ze średniowieczem.

### Krótka rozprawa między trzema osobami, Panem, Wójtem a Plebanem
Jest to utwór o współczesnej autorowi tematyce, zarówno politycznej, jak i obyczajowej. Ujawnia konflikt między trzema stanami: szlachtą (przedstawicielem jest Pan), duchowieństwem (przedstawicielem jest Pleban) i chłopstwem (przedstawicielem jest Wójt). Całość poprzedza wiersz Ku dobrym towarzyszom. W Krótkiej rozprawie... po raz pierwszy na karty literatury wprowadzono mowę potoczną.

### Kupiec
Rej pisał również utwory dramatyczne: Kupiec. Kształt a podobieństwo sądu Bożego Ostatecznego (1543, wyd. 1549) inspirowany był łacińskim dramatem Mercator, seu Iudicium (Kupiec, czyli sąd) z 1540, napisanym przez protestanckiego pisarza Thomasa Naogeorgusa Mercatora. Jest to moralitet, podkreślający, że (zgodnie z doktryną luteranizmu) tylko wiara i łaska wystarczą do zbawienia. Bohater, prosty i zwykły człowiek – staje po śmierci przed sądem Bożym i zdaje tam rachunek z całego życia.

### Żywot Józefa z pokolenia żydowskiego, syna Jakubowego
Ten dramat, pod pełnym tytułem: Żywot Józefa z pokolenia żydowskiego, syna Jakubowego, rozdzielony w rozmowach person, który w sobie wiele cnót i obyczajów zamyka, z 1545 sięga do różnych tradycji gatunkowych: misterium, moralitetu, komedii. Pewne fragmenty utworu nawiązują do łacińskiego dramatu humanisty niderlandzkiego C. Crocusa Comoedia sacra cui titulus Joseph z 1536 (Komedia święta, która ma tytuł Józef). Bohaterem jest Józef z biblijnej Księgi Rodzaju, sprzedany przez zawistnych braci do Egiptu i tam kuszony przez żonę Putyfara.
Ten dramat doczekał się również współczesnych inscenizacji (Kazimierza Dejmka) i był z powodzeniem wystawiony w Łodzi (1958) i Warszawie (1965) oraz w Teatrze Telewizji (2005).

### Wizerunek własny żywota człowieka poczciwego
Ten poemat z 1558 (wyraz „wizerunk” w obrębie tytułu to XVI-wieczna forma rzeczownika „wizerunek”) należy do najwybitniejszych dzieł Reja. Andrzej Trzecieski porównał go do Boskiej komedii Dantego. Jest on tak samo obszernym traktatem etycznym o życiu godziwym. Stanowi przeróbkę utworu Zodiacus vitae z 1531 (Zodiak Życia) włoskiego humanisty i wolnomyśliciela (bliskiego ideom platonizmu) – Palingeniusa. Jest opowieścią alegoryczną o młodzieńcu, który wędruje po świecie w poszukiwaniu cnoty i „poczciwej” wiedzy o życiu. Wielbi on rozum i ład moralny, a gardzi próżnością tego świata, bogactwem, zbytkiem. W rozmowach z mędrcami greckimi – spotyka Epikura, Sokratesa, Platona, Arystotelesa – kształtuje się „wolny i niezależny” Rejowski „człowiek idealny” („z wolna myśl – rozkosz”), pędzi skromny, zacny, cichy żywot w rodzinnym gronie i na własnym gospodarstwie. Dla Reja platońska koncepcja życia stała się ziemiańskim ideałem „złotej mierności”, zapowiadając jego ostatnie utwory.

### Postyllai utwory poetyckie
W późnym okresie twórczości Reja przeważały dzieła poetyckie. Wyjątek stanowi Postylla (1557), popularny zbiór kazań, wybór przypowieści ewangelicznych (tłumaczenia z Erazma z Rotterdamu i Wulgaty). Rej przedstawia się tu jako wielki zwolennik reformacji. Protestuje „przeciwko odpustom a wymysłom dni świętych”. Poezja Reja osiągnęła mistrzostwo przez plastyczne i sugestywne opisy (Zioła, czyli ogród Epikura, Srogość śmierci).

### Źwierzyniec
Obszerny zbiór epigramatów z 1562, nacechowany moralizmem. Tekst zdobiły dobrane ryciny. Zawiera opisy wielu sławnych postaci historycznych i mitycznych (cesarz rzymski Tyberiusz, biblijny Samson, król Zygmunt II August, Bona Sforza i in.), które uosabiają odrębne modele zachowań – zacnego władcy, dobrego sługi i zbożnego prostaczka. Są tam także postacie wybitnych pisarzy: Jana Kochanowskiego i samego Reja. Są też wiersze o rozmaitych urzędach: sędziego, hetmana, biskupa czy (zjadliwie opisanego) papieża, jak również bajki zwierzęce. Ostatnią część tomu stanowią Figliki, czyli anegdoty, facecje, fraszki, pełne pogodnego humoru i komizmu, czasem rubasznego i nieprzyzwoitego. Rej sięgał często do wzoru Biernata z Lublina, a jako twórca polskiej fraszki stał się prekursorem Kochanowskiego.

### Źwierciadło
Ostatnie dzieło Reja z 1568 jest traktatem podsumowującym poglądy pisarza na człowieka i świat, rozwijając popularną w czasach odrodzenia formułę gatunkową zwierciadła (łac. speculum), czyli wizerunku jako ideału moralnej doskonałości człowieka. Utwór inspiruje się teologią kalwińską: świat stanowi w pewnym stopniu odbicie „boskiego ładu”, a człowiek powinien żyć w zgodzie z tym boskim wzorem. Źwierciadło składa się z kilku niezależnych części. Pierwszą i najważniejszą stanowi Żywot człowieka poczciwego, pisany prozą. Przedstawia on całościową koncepcję idealnego życia człowieka. Opisany tu „człowiek poczciwy” to przeciętny szlachcic, ziemianin, postać znana ówczesnym czytelnikom. Żywot... jest także polemiką z Dworzaninem polskim Łukasza Górnickiego. Rej przedstawia wiek młodzieńczy, dojrzały i starość swego bohatera. Opisuje jego wychowanie jako zgodne z osobowością dziecka, zapewniające wszechstronny rozwój, zarówno fizyczny, jak i umysłowy. Rej uważał, że należy zdobywać mądrość, ale nie tylko z ksiąg (choć wiele „rozkoszy dają”), także z codziennego doświadczenia oraz wnikliwej obserwacji życia. Odzwierciedla to poglądy Reja, niechętnego wiedzy abstrakcyjnej obcej codziennemu życiu. Najważniejsza jest „cnota – wielka królowa”, a znaleźć ją można tylko w ziemiańskim stanie, gospodarując na wsi. Rej głosi pochwałę „rozkoszy wiejskich”, opisuje rozsądny ożenek i stateczny szlachecki żywot. Przedstawia też obraz kultury szlacheckiej i barwny poradnik gospodarowania, np. Przysmaki domowe nie kosztowne.
Starość powinna być pogodna: cechować ją ma stoickie, spokojne i ufne oczekiwanie śmierci oraz wyroków Boga (jako niezmiennej wartości w życiu). W skład Źwierciadła wchodzą też trzy cykle wierszy, Apoftegmata (rozmowy – dowcipne rozprawy z aforyzmami) i Żegnanie z światem.

## Język Mikołaja Reja
Język utworów Mikołaja Reja, zarówno prozatorskich, jak i wierszowanych, jest dobrym odzwierciedleniem potocznej mowy średnio wykształconej szlachty XVI-wiecznej. Jest konkretny, obrazowy, realistyczny, a przy tym dość indywidualny, mający cechy swoiste. O tym, że jest to język zbliżony do potocznego, świadczy na przykład unikanie przestarzałych już wówczas cech gramatycznych, takich jak dawne czasy przeszłe i imiesłowy. Rej używa końcówki –och w miejscowniku liczby mnogiej rzeczowników męskich i nijakich, która później została zastąpiona pochodzącą z odmiany żeńskiej końcówką –ach. Jednocześnie język utworów Reja wykazuje pewne cechy konserwatywne: sporo jest w nim form liczby podwójnej, a także wyrazów i ich form, które już wkrótce potem przestaną być używane w języku ogólnym, np. wirzch, azaż, iże; nie unika też zapożyczeń.
Najbardziej charakterystyczną cechą indywidualną języka Mikołaja Reja jest częste posługiwanie się zdrobnieniami. W Źwierciadle formy zdrobniałe stanowią aż 12% wszystkich użytych słów; nawet w Postylli jest ich 6%. Badacze podkreślają ponadto, że język utworów wierszowanych Reja niewiele różni się od języka jego utworów prozatorskich: jest równie obrazowy i konkretny, żywy i potoczny.

## Twórczość
Najstarsze (prawdopodobnie) próby piśmiennicze nie zachowały się, inne drobne utwory znane są dopiero z późniejszych zbiorów, stąd też chronologia wczesnego okresu twórczości Reja jest z konieczności względna.

### Znane dzieła ułożone chronologicznie
- Pieśń o prawym bóstwie Syna Bożego (Chrystus, jedyny Syn Boży...), Kraków (brak roku wydania), drukarnia M. Siebeneichera (z nutami); według B. Chlebowskiego jest to najdawniejszy ze znanych obecnie utworów Reja, wspomina ją B. Groicki w zbiorze pieśni z roku 1559.
- Lew z kotem (dialog), powst. pomiędzy 1530 a 1540(?), zaginął, wymienił go A. Trzecieski; według P. Chmielowskiego, A. Brücknera i R. Pilata jest nim odszukany przez J. Korzeniowskiego w rękopisie z XVI w. Biblioteki Czartoryskich dialog pt. Kot ze lwem rozprawia o swobodzie, a o niewoli, wydanie pt. Nieznane polskie i łacińskie wiersze politycznej treści 1548–1551, „Rocznik Filarecki”, t. 1 (1886); przedr. I. Chrzanowski, S. Kot, Humanizm i reformacja w Polsce, Lwów 1927.
- Kostyra z pijanicą (dialog; według T. Witczaka utwór dedykowany Stanisławowi Łaskiemu), powst. pomiędzy 1530 a 1540, Kraków (brak roku wydania), drukarnia H. Wietor (egz. całości nie zachował się), ocalałe fragmenty przedr. K. Piekarski, Fragmenty dwu zaginionych dialogów M. Reja, „Przegląd Współczesny[25]” 1923, t. 6 i odb.
- Spectrum albo nowy czyściec, wyd. 1540; w XIX w. egzemplarz znajdował się w posiadaniu A. Osińskiego, profesora liceum w Krzemieńcu; wiadomość podał S. Kosowski; zob. R. Pilat, Historia literatury polskiej, t. 1, cz. 3, Warszawa (1940), s. 252.
- Warwas z Lupusem (za wzmianką w biografii Reja z roku 1568 zwany najczęściej Warwas z Dykasem. Dialog), powst. przed 1547, Kraków (brak roku wydania), drukarnia H. Wietor (egzemplarz całości nie zachował się); ocalałe fragmenty przedr. K. Piekarski, Fragmenty dwu zaginionych dialogów M. Reja, „Przegląd Współczesny[25]” 1923, t. 6; próbę rekonstrukcji tekstu na podstawie drukowanego tekstu czeskiego (unikat Muzeum Królestwa Czeskiego) podał A. Brückner, Mikołaj Rej, Kraków 1905 dod., według A. Brücknera i K. Piekarskiego tekst czeski jest przekładem lub przeróbką tekstu Reja; J. Heidenreich przypuszcza, że autorem przekładu jest B. Paprocki, A. Brückner przeczy temu; Č. Zibert przypuszcza, że to T. Murzenin; według S. Dobrzyckiego utwór Reja jest przekładem lub przeróbką jakiegoś obcego wzoru, według F. Krčeka przeróbką z czeskiego, zob. Pamiętnik Literacki, rocznik 4, 1905, s. 489–497, 527, 541-546; tekst czeski ogł.: I. Chrzanowski, Z wieku Mikołaja Reja, Warszawa 1905 i nadb.; Č. Zibert w książce Panna, ženitba, žena ve staročeské upravě polských składeb Reje z Naglovic a B. Paprockého, cz. 1, Praga 1910, Pestrá knihovna nr 13-14; streszczenie podał A. Brückner, Źródła do dziejów literatury i oświaty w Polsce. VII. O pismach dziś nie znanych, Biblioteka Warszawska 1895, t. 1, s. 4–15.
- Gęś z kurem (dialog), zaginął (wymienił go A. Trzecieski).
- Zatargnienie Fortuny z Cnotą, fragm. odnaleziony przez K. Piekarskiego zniszczony w 1944 (wymienił je A. Trzecieski; według A. Brücknera utwór ten ocalał w ogólnych zarysach w dialogu Achizy z Zefirą w Żywocie Józefa; według I. Chrzanowskiego jest to przerobiona Fortuny i Cnoty różność – z roku 1524).
- Książki nadobne o potopie Noego, zaginęły (wymienił je A. Trzecieski).
- Księgi de Neutralibus, zaginęły (wymienił je A. Trzecieski).
- Śmierć z szewcem rozmawia (utwór nie wymieniony w biografii Reja z roku 1568; dialog polski zanotowany pod łac. tytułem Mors cum sutore w inwentarzu księgarni M. Szarffenberga z roku 1547, wprowadził do twórczości Reja – A. Brückner, za nim zaś Estreicher).
- Krótka rozprawa między trzema osobami, Panem, Wójtem a Plebanem, Kraków 1543, drukarnia M. Szarffenberg, wyd. następne: prawdopodobnie kilka edycji w XVI w. (w tym: według T. Witczaka przed lipcem 1551, drukarnia H. Unglerowa; wiadomość o egz. edycji bez miejsca i roku wydania – podana przez A. Grabowskiego i powtórzona przez Estreichera, jest według ustaleń T. Witczaka mylna); fragmenty przedr.: A. Grabowski, Starożytności historyczne polskie, t. 1, Kraków 1840, s. 390 (10 wersów); M. Wiszniewski, Historia literatury polskiej, t. 7, Kraków 1845, s. 52–58; całość edycji 1543 wyd. R. Zawiliński, Kraków 1892, BPP nr 23; przedr. (z wieloma poprawkami) I. Chrzanowski, S. Kot, Humanizm i reformacja w Polsce, Lwów 1927; całość wyd. krytycznie (w podobiźnie i transkrypcji) W. Taszycki, K. Górski, Dzieła wszystkie, t. 1, Wrocław 1953, BPP, seria B, nr 1; fragm. wersji odmiennej (według kopii w rękopisie Ossolineum nr 168, obecnie we Lwowie) pt. Rozmowa pana z wójtem o księdzu – ogł. W.A. Maciejowski, Piśmiennictwo polskie, t. 3 dod., Warszawa 1852, s. 154–155.
- Kupiec, to jest Kstałt a podobieństwo Sądu Bożego ostatecznego, powst. około 1543, wyd. Królewiec 1549, drukarnia A. Augezdecki; ze zdefektowanego egz. Biblioteki Kórnickiej fragmenty przedr. Z. Celichowski, Poznań 1898; tekst całkowity według egz. Biblioteki Uniwersytetu Lwowskiego; unikat: Biblioteka Narodowa, wyd. R. Kotula i A. Brückner, Kraków 1924, BPP nr 77 (swobodna przeróbka łac. utworu t. Naogeorga vel Kirchmajera Tragoedia nova. Mercator seu iudicium, 1540).
- Katechizm dialogiem, zaginął (wymienił go A. Trzecieski; według G. Korbuta może to być Catechismus z roku 1543).
- Żywot Józefa z pokolenia żydowskiego, syna Jakubowego, rozdzielony w rozmowach person, który w sobie wiele cnót i dobrych obyczajów zamyka, Kraków 1545, drukarnia F. Ungler; fragmenty przedr. K. W. Wójcicki, Teatr starożytny w Polsce, t. 1, Warszawa 1841; całość wyd. K. W. Wójcicki, Biblioteka starożytna pisarzy polskich, t. 4, wyd. 2 Warszawa 1854; wyd. R. Zawiliński, Kraków 1889, BPP nr 7; oprac. M. Wieliczka, Warszawa 1936, Biblioteka Klejnotów Literatury Polskiej nr 2; unikat: Biblioteka Kórnicka, sygn. Cim. 0.54.
- Psałterz Dawidów, który snadź jest prawy fundament wszystkiego pisma krześcijańskiego (Kraków?, przed 13 lutego 1546, drukarnia H. Unglerowa?), wyd. następne: Kraków 1555, drukarnia M. Wirzbięta; na podstawie obu edycji (według egz. Bibliotek: Czartoryskich i Uniwersytetu Warszawskiego) wyd. S. Ptaszycki, Petersburg 1901, Pomniki Piśmiennictwa Polskiego wyd. przez J. Zakrzewskiego; zdefektowany egzemplarz wyd. 1 Biblioteka Czartoryskich; kompletniejszy Biblioteka Kórnicka, sygn. Cim. 0.343; egzemplarz wyd. 2 Biblioteka Uniwersytetu Warszawskiego, prozaiczna parafraza przekł. łacińskiego Jana Campensis, poprzedzona przedmową do Zygmunta I wierszem: Ku temu, co by miał wolą czyść ty książki.
- Przestrach na złe sprawy ludzkiego żywota (Cóż chcesz czynić, miły bracie...), Kraków (według Estreichera po 1550, według B. Chlebowskiego w 1556), drukarnia Łazarz Andrysowic, wyd. następne: Kraków 1558.
- Świętych słów a spraw Pańskich... kronika albo postylla, polskim językiem a prostym wykładem też dla prostaków krótce uczyniona, Kraków 1557, drukarnia M. Wirzbięta, wyd. następne: 1560; 1566; Kraków 1571; Wilno 1594; tekst zmodernizowany wyd. w wyborze T. Haase pt. Kazania Mikołaja Reja, czyli świętych słów a spraw Pańskich... kronika albo postylla, Cieszyn 1883; fragmenty według wyd. 1557 i 1560 przedr. A. Brückner, Mikołaj Rej, Kraków 1905 dod.; fragm. edycji 1557 przedr. W. Taszycki, Wybór tekstów staropolskich XVI–XVIII wieku, Lwów 1928; także wyd. 2 Warszawa 1955; całość wyd. krytyczne W. Karaszkiewicz, BPP; przekł. litewski pt. Postilla lietuwiszka..., Wilno 1600; przekł. ruski XVI i XVII wieku w ewangeliarzach rękopiśmiennych zachowanych w bibliotece greckokatolickiej kapituły w Przemyślu.
- Podobieństwo żywota człowieka krześcijańskiego (Cóż chcesz uczynić, mój miły człowiecze...), Kraków około 1558(?), drukarnia Łazarz Andrysowic (z nutami); przedr. przed Postyllą... w edycji 1557; (według B. Chlebowskiego pieśń ta przerobiona weszła do Wizerunku... rozdz. 8, list 110); przedr. w kancjonałach katolickich; przedr. M. Bobowski, Polskie pieśni katolickie, rozprawa AU Wydział Filologiczny, t. 19 (1893), s. 372 i odb.
- Mocny Boże wszej radości..., tzw. Hejnał świta (z nutami), Kraków około 1558(?), drukarnia Łazarz Andrysowic (wiersz akrostychiczny, 10 zwrotek 3-wersowych ułożonych na nutę czeskiej pieśni Hymna svitá).
- Christe qui lux es et dies (Kryste, dniu naszej światłości), Kraków około 1558(?), drukarnia Łazarz Andrysowic (z nutami); przedr. w: Wacław z Szamotuł: Pieśni na 4-głosowy chór a capella, wyd. Z. M. Szweykowski, S. Wiechowicz, Warszawa 1956, Wydawnictwo Dawnej Muzyki Polskiej nr 28.
- Przyczyna gniewu Pańskiego, Kraków około 1558(?), drukarnia M. Siebeneicher (z nutami); przedruk facs. U. Przyborowska, Warszawa 1880.
- niektóre z wymienionych pieśni przedr. J. Seklucjan i B. Groicki w swoich kancjonałach z 1559; pieśni i psalmy przedr.: K.W. Wójcicki, Zarysy domowe, t. 4, Warszawa 1842; M. Wiszniewski, Historia literatury polskiej, t. 6, Warszawa 1844; A. Jocher, Obraz bibliograficzno-historyczny literatury i nauk w Polsce, t. 3, Wilno 1857, s. 228.
- Wizerunek własny żywota człowieka poczciwego, Kraków 1558, drukarnia M. Wirzbięta, wyd. następne: Kraków 1560; Kraków 1585; przedr. według edycji 1560 S. Ptaszycki, Petersburg 1881–1888; fragmenty przedr. W. Taszycki, Wybór tekstów staropolskich XVI–XVIII wieku, Lwów 1928; także wyd. 2 Warszawa 1955; zob. także Podobieństwo żywota człowieka krześcijańskiego (naśladowanie utworu M. Palingeniusa Zodiacus vitae).
- Zwierzyniec, w którym rozmaitych stanów ludzi, źwirząt i ptaków kstałty, przypadki i obyczaje są właśnie wypisane (Kraków 1562, drukarnia M. Wirzbięta), wyd. następne powiększone: Kraków 1574 (razem ze Zwierzyńcem... jako dalsza część zbioru znajdują się Przypowieści przypadłe, w wyd. z 1574 pt. Figliki albo rozlicznych ludzi przypadki dworskie); rozdz. 2 w przedr. homograficznym wyd. Z. Celichowski pt. Przęsło ze Zwierzyńca M. Reja, Poznań 1884; z opuszczeniem Figlików wyd. W. Bruchnalski, Kraków 1895, BPP nr 30; fragmenty przedr.: I. Chrzanowski, S. Kot, Humanizm i reformacja w Polsce, Lwów 1927; W. Taszycki, Wybór tekstów staropolskich XVI–XVIII wieku, Lwów 1928; także wyd. 2 Warszawa 1955; W. Tomkiewicz, Pisarze polskiego Odrodzenia o sztuce, Wrocław 1955, Teksty Źródłowe do Dziejów Teorii Sztuki, t. 4, s. 214–227; Figliki, wyd. homograficzne W. Wittyg, Kraków 1905; wybór przedr. J. Tuwim, Cztery wieki fraszki polskiej, Warszawa 1937, także wyd. 2 Warszawa 1957; 3 fraszki z Figlików wyd. homograficzne M. Mazurkiewicz, T. Uliczny pt. O mnichu zwyciężonym pismem, Wrocław 1953.
- Apocalypsis, to jest dziwna sprawa skrytych tajemnic Pańskich, Kraków 1565, drukarnia M. Wirzbięta; dedykację M. Naruszewiczowi i wiersz końcowy przedr. K.W. Wójcicki, Biblioteka starożytna pisarzy polskich, t. 1, Warszawa 1843, s. 349–360; także wyd. 2 Warszawa 1854; przedruk homogr. całości nakł. Biblioteki Kórnickiej przez A. Pilińskiego, Paryż 1876
- Zwierciadło albo kształt, w którym każdy stan snadnie się może swym sprawam jako we zwierciedle przypatrzyć, Kraków 1567–1568, drukarnia M. Wirzbięta; wyd. następne: Wilno 1606. Obejmuje:
  - Żywot człowieka poczciwego,
  - Spólne narzekanie wszej Korony na porządną niedbałość naszą. (Przemowa krótka do krześcijańskiego człowieka każdego),
  - Apoftegmata. To jest krotkie a roztropne powieści,
  - Przemowa krotka do poczciwego Polaka stanu rycerskiego,
  - Zbroja pewna każdego rycerza krześcijańskiego,
  - Do uczciwego a bacznego Polaka... krótkie a przyjacielskie napomnienie,
  - Żegnanie z światem,
  - Żywoty i sprawy... Mikołaja Reja z Nagłowic...

### Przekłady
- Dawid: Psalm 113. In exitu Israel de Egypto (prozą), Kraków (1533?), drukarnia M. Szarffenberg, inne wyd.: Kraków, drukarnia Łazarz Andrysowic; Kraków, drukarnia M. Siebeneicher, przedr.: B. Groicki, Pieśni duchowne (1559); K.W. Wójcicki, Zarysy domowe, t. 4, Warszawa 1842; S. Ptaszycki w dodatku do wyd.: Psałterz Dawidów Reja, Petersburg 1901, s. 297–299.
- Dawid: Psalm 85. Inclina Domine aurem tuam (Nakłoń, Panie, ku mnie ucho twoje...) (wierszem), powst. po 1540, Kraków, drukarnia Łazarz Andrysowic (z nutami), egz. Ossolineum sygn. XVI. 2390/168263; inne wyd.: brak miejsca i roku wydania (egz. Biblioteka Narodowa sygn. XVI. O. 273); przedr. w: Wacław z Szamotuł: Pieśni na 4-głosowy chór a capella, wyd. Z. M. Szweykowski, S. Wiechowicz, Warszawa 1956, Wydawnictwo Dawnej Muzyki Polskiej nr 28.
- Dawid: Siedem psalmów pokutnych, powst. przed 1547, zaginione.
- Dawid: Psalm 116. Alleluja. (O chwalcie Pana Boga Wszechmogącego...), Kraków (przed 1558?), drukarnia Łazarz Andrysowic (egz. obecnie nieznany); inne wyd.: Kraków 1558, drukarnia M. Siebeneicher (z nutami W. Szamotulskiego), egz. Biblioteka Narodowa sygn. XVI. O. 274; przedr. w: Wacław z Szamotuł: Pieśni na 4-głosowy chór a capella, wyd. Z. M. Szweykowski, S. Wiechowicz, Warszawa 1956, Wydawnictwo Dawnej Muzyki Polskiej nr 28.
- W. Theodor (V. Dietrich), Kommentarz albo wykład na proroctwo Hozeasza proroka, Brześć 1559 (w rzeczywistości Kraków, drukarnia M. Wirzbięta); także pt. Hozeasz prorok z wykładem zacnego męża a doktora w Piśmie Świętym przedniego zebranym przez Wita Teodora Noriberczyka, Brześć (w rzeczywistości Kraków) 1559, drukarnia M. Wirzbięta; fragmenty ogł. A. Brückner, Mikołaj Rej, Kraków 1905 dod. (zbiór wykładów M. Lutra wygł. w 1524 w Wittenberdze, przerobionych i przetłumaczonych na łacinę przez V. Dietricha, wyd. Wittenberga 1545; według A. Brücknera na jęz. polski przeł. J. Lubelczyk wespół z M. Rejem; według Estreichera tłumaczem był Rej; I. Chrzanowski przypuszcza współudział M. Bielskiego).
- P.P. Wergeriusz, Dwa listy na polski język właśnie wyłożone. Jeden Aloizego Lipomana... ku JW. Książęciu a panu Mikołajowi Radziwiłłowi, wojewodzie wileńskiemu... A drugi tegoż to JW. Pana do tego biskupa, Brześć 1559 (razem wyd. dedykacja S. Szafrańcowi oraz 2 wiersze: Ku temu, co czedł; Ku Lipomanowi... od księdza Jana, Kaznodzieje z Waśniewa – według A. Brücknera pióra Reja); przedr. I. Chrzanowski, Z wieku Mikołaja Reja, Warszawa 1905 i odb.

### Wydania zbiorowe
- Wybór pism wierszem i prozą[26], oprac. A.Baumfeld, Warszawa 1914, Biblioteka Klasyków Polskiego, Wendego 2 (tu: Krótka rozprawa; Wizerunek; Zwierzyniec; Żywot człowieka poczciwego; Apoftegmata; Przemowa krótka do poczciwego Polaka stanu rycerskiego; Żegnanie z światem; Żywot i sprawy M. Reja).
- Pisma prozą i wierszem, wybrał i objaśnił A. Brückner, Kraków 1921, Biblioteka Narodowa seria I, nr 40; wyd. 2 rozszerzone Kraków 1926 (tu fragm.: Żywot człowieka poczciwego; Spólne narzekanie; Postylla; Apokalipsa; Psałterz Dawidów; Krótka rozprawa; Kupiec; Żywot Józefa; Wizerunek; Zwierzyniec; Facecje; Apoftegmata, w dod.: Żywot i sprawy M. Reja).
- Wybór pism, oprac. S. Adamczewski, Warszawa 1947, Biblioteka Pisarzy Polskich i Obcych nr 1 (tu fragm.: Krótka rozprawa; Zwierzyniec; Żywot człowieka poczciwego; Krótka przemowa o porządnej niedbałości naszej; Apoftegmata)
- Różne przypadki świata tego, wybór utworów satyrycznych, oprac. A. Jelicz, wstęp K. Budzyk, ilustr. M. Berezowska, Warszawa 1953 (tu: Rozmowa Lwa z Kotem; Zwierzyniec; Figliki).
- Pisma wierszem (wybór), oprac. J. Krzyżanowski, Wrocław 1954, Biblioteka Narodowa seria I, nr 151, tu: Rozmowa Lwa z Kotem, Krótka rozprawa, Apoftegmata i inne części wierszowane Zwierciadła, Żywot Józefa (sprawa pierwsza), Wizerunek (rozdz. V), Kupiec (zakończenie w skrócie), Zwierzyniec (dialog wstępny, fragmenty rozdz. II i III), Figliki (wybór).

### Listy i materiały
- List do księcia pruskiego Alberta, dat. 30 listopada 1564, z podobizną autografu ogł. Z. Celichowski, Roczniki Towarzystwa Przyjaciół Nauk Poznańskiego, t. 18 (1891).
- Listy do Rejów obecnie nieznane posiadał H. Juszyński (zob. Dykcjonarz poetów polskich, t. 2, Kraków 1820, s. 118).
- Wypisy z ksiąg sądowych ziemskich i grodzkich z lat 1446–1582, odnoszące się do Reja i jego rodziny, ogł. Z. Kniaziołucki „Materiały do biografii M. Reja z Nagłowic”, Archiwum do Dziejów Literatury i Oświecenia w Polsce, t. 7 (1892) i odb.; kilka dokumentów z Archiwum Lwowskiego wchodzących do powyższego zbioru ogł. w wyj. S. Ptaszycki „Nowyja dannyja dla biografii N. Reja”, Sbornik statiej po sławianowiedieniju W.S. Łamanskogo (Petersburg) 1883 i odb.; 5 dokumentów z Archiwum Kieleckiego wyd. (w tłum. polskim) F. Rybarski „Dokumenty odnoszące się do M. Reja i jego rodziny”, Ateneum 1880, t. 3.
- Dokumenty dot. spraw majątkowych z lat 1472–1576, ogł. T. Wierzbowski „Kilka nowych dokumentów do biografii M. Reja i jego rodziny”, Z wieku Mikołaja Reja, Warszawa 1905.
- Świadectwo dla F. Szczygła, rajcy skalmierskiego, z 17 maja 1541, ogł. w podobiźnie L. Méyet „Nieznany autograf Reja”, Z wieku Mikołaja Reja, Warszawa 1905 – podobiznę przedr. J. Krzyżanowski w wyd. zbiorowym Pisma wierszem (wybór), Wrocław 1954, Biblioteka Narodowa seria I, nr 151, s. 143; tamże s. 474, tekst świadectwa w transkrypcji – podobiznę i tekst w transliteracji podaje W. Kuraszkiewicz, O języku M. Reja, w: Odrodzenie w Polsce. Materiały Sesji Naukowej PAN 25-30 października 1953 r., t. 3: Historia języka. cz. 1, Warszawa 1960, s. 117.
- Dokumenty dot. spraw majątkowych z lat 1542–1569 z podobizną autografów 2 dokumentów z 1569, ogł. T. Wierzbowski, Materiały do dziejów piśmiennictwa polskiego, t. 1, Warszawa 1900, 1 podobiznę przedr.: Odrodzenie w Polsce. Materiały Sesji Naukowej PAN 25-30 października 1953 r., t. 4: Historia literatury, Warszawa 1956, między s. 48–49 recto; 2 podobizny i tekst w transliteracji podaje W. Kuraszkiewicz, O języku M. Reja, w: Odrodzenie w Polsce. Materiały Sesji Naukowej PAN 25-30 października 1953 r., t. 3: Historia języka. cz. 1, Warszawa 1960, s. 118–119.
- Fragmenty dedykacji i przedmów do różnych dzieł Reja, przedr. W. Taszycki, Obrońcy języka polskiego. Wiek XV–XVIII, Wrocław 1953, Biblioteka Narodowa seria I, nr 146.

### Utwory o autorstwie niepewnym
- Wiersz na śmierć Jarosza Łaskiego, powst. 1541 (składa się z 15 strof 5-wersowych 11-zgłoskowych), ogł. A. Brückner „Źródła do dziejów literatury i oświaty w Polsce. VI. Wiersze zbieranej drużyny”, Biblioteka Warszawska 1893, t. 4.
- Catechismus, to jest nauka barzo pożyteczna każdemu wiernemu krześcijaninowi, Kraków 1543, drukarnia F. Ungler, wyd. F. Pułaski, Kraków 1910, BPP nr 56.
- Rzeczpospolita polska chramiąc tuła się po światu szukając pomocy a narzeka na swe pany, iż o nię nie dbają. Anno 1549. (Narzekanie Rzeczypospolitej. Dialog polityczny), wyd. J. Korzeniowski, Nieznane polskie i łacińskie wiersze politycznej treści 1548–1551, „Rocznik Filarecki”, t. 1 (1886) i odb.; przedr. I. Chrzanowski, S. Kot, Humanizm i reformacja w Polsce, Lwów 1927; rękopis: Biblioteka Czartoryskich nr 3581.
- Rozprawa księdza z popem (dialog wierszowany), wyd. Królewiec ok. 1549, drukarnia A. Augezdecki (według K. Piekarskiego: J. Weynreich?) nakładem J. Seklucjana, zachowany fragment przedr. Z. Ceclichowski, Trzy nieznane dialogi z wieku XVI, Poznań 1899; fragm. druku: Biblioteka Kórnicka sygn. Cim. O. 283.
- Epitafium Barbary Radziwiłłówny (wiersz polski), powst. po 8 maja 1551, znane z 2 wersji:
  - pierwszej pt. Sacrae Reginalis Maiestatis Barbarae olim Reginae Poloniae Epitaphium Anno 1551, rękopis Biblioteka Czartoryskich nr 3581, ogł. J. Korzeniowski, Nieznane polskie i łacińskie wiersze politycznej treści 1548–1551, „Rocznik Filarecki”, t. 1 (1886) i odb. (tu 60 wersów)
  - drugiej pt. Napis nad grobem zacnej Barbary Radziwiłłówny niegdy będącej krolowej polskiej, Kraków 1558, drukarnia M. Siebeneicher (tu 64 wersy, z nutami; edycja ta stanowi przypuszczalnie wznowienie); także przedruk homograf. U. Przyborowska, Warszawa 1880; fragm. z transkrypcją nut (16 wersów) wyd. w Music of the Polish Renaissance. A selection of works from the XVIth and the beginning of the XVIIth century, edited by J.M. Chomiński and Z. Lissa, Kraków 1955; egz.: zdefektowany, Biblioteka Kórnicka, sygn. Cim. O. 142; całkowity w Kancjonale Zamojskim, Biblioteka Narodowa.
- Wiersze z dziełach B. Groickiego: Porządek sądów i spraw miejskich prawa magdeburskiego, Kraków 1559 (tu: Temu, co te książki czytać będzie, Wojciech Kaszota, Franta dobry towarzysz, rozsądek swój oznajmuje) i Tytuły prawa majdeburskiego, Kraków 1567 (tu: wiersze na Leliwę i na S. Spławskiego, kasztelana krzywińskiego).
- Historia prawdziwa, która się stała w Landzie, Kraków 1568, drukarnia M. Wirzbięta, wyd. krytyczne Z. Celichowski, Kraków 1891, BPP nr 13; egz.: Biblioteka Kórnicka i Ossolineum.
- Żywot i sprawy poćciwego slachcica polskiego Mikołaja Reja z Nagłowic... który napisał Andrzej Trzecieski, jego dobry towarzysz, który wiedział wszytki sprawy jego, wyd. zobacz: Zwierciadło albo kształt, w którym każdy stan snadnie się może swym sprawam jako we zwierciedle przypatrzyć, Kraków 1567–1568, drukarnia M. Wirzbięta oraz wyd. zbiorowe: Wybór pism wierszem i prozą, oprac. A.Baumfeld, Warszawa 1914, Biblioteka Klasyków Polskiego, Wendego 2; Pisma prozą i wierszem, wybrał i objaśnił A. Brückner, Kraków 1921, Biblioteka Narodowa seria I, nr 40; wyd. 2 rozszerzone, Kraków 1926.
- Śmierci z Mistrzem dwojakie gadania, książki wyborne ku polepszeniu żywota ludzkiego użyteczne, w których ukazuje srogości i gorzkość jej. Teraz nowo nieco przydano, Kraków, Maciej Szarffenberg, 1542, wyd. zobacz: Wiesław Wydra, „Śmierci z Mistrzem dwojakie gadania... Nieznany drukowany przekaz Rozmowy mistrza Polikarpa ze Śmiercią z 1542 r., Poznań: Wydawnictwo „Poznańskie Studia Polonistyczne”, 2018, ISBN 978-83-65666-44-4.

## Potomkowie Mikołaja Reja
- Andrzej Rej (ok. 1584–1641), starosta libuski, działacz kalwiński oraz dyplomata[27], namalowany przez Rembrandta na obrazie Szlachcic polski (1637)[28]
- Władysław Rey (1612–1682), wojewoda lubelski, starosta libuski, podskarbi nadworny koronny, stolnik krakowski, uczestnik m.in. bitwy beresteckiej (1651) i walk o Warszawę (1656)[27]
- Jan Rey (ok. 1633–1706), starosta libuski, sołotwiński i pilzneński, uczestnik odsieczy wiedeńskiej (1683)[27]
- Mieczysław Rey (1836–1918), ziemianin, członek Rządu Tymczasowego 1863 r., poseł na Sejm Krajowy, działacz społeczny[27]
- Mikołaj Rey (1866–1932), ziemianin, działacz ludowy, współzałożyciel PSL-Piast, członek polskiej delegacji na konferencje pokojowe w Wersalu (1919)[27]
- Nicholas Rey (1938–2009), ambasador USA w Polsce w latach 1993–1997

## Upamiętnienie
Uwieczniony na obrazie Jana Matejki pt. Rzeczpospolita Babińska.
W 2005 r. okazji 500. rocznicy urodzin Reja Narodowy Bank Polski wydał dwie upamiętniające go monety kolekcjonerskie: złotą o nominale 200 złotych i srebrną o nominale 10 złotych, a także towarzyszącą im dwuzłotową monetę okolicznościową bitą ze stopu nordic gold. W tym samym roku Poczta Polska wyemitowała w nakładzie 400 tys. sztuk upamiętniający Reja znaczek pocztowy o nominale 1,30 zł, którego autorem był Maciej Buszewicz.